# Tripoli
 Denne artikel omhandler Libyens hovedstad. Opslagsordet har også en anden betydning, se Tripoli (Libanon).
Tripoli (arabisk: طرابلس Ṭarābulus) er hovedstaden i den nordafrikanske stat Libyen. I 2011 havde byen 1,8 millioner indbyggere. Tripoli er landets politiske, økonomiske og kulturelle centrum.
Al-Fatih-Universitet ligger her og universiteterne for kunst og kunsthåndværk, elektronik, teknologi og telekommunikation.
Landets nationalarkiv i Tripoli har en stor samling historiske dokumenter fra Tripolitanien.
På grund af byens lange historie er der mange steder af historisk og arkæologisk interesse. Byen ligger 84 meter over havet ved Middelhavet i den nordvestlige del af landet. Det cirka 250 kvadratkilometer store område strækker sig omkring 40 kilometer langs kysten og tre til 10 kilometer ind i landet.
Klimaet er typisk for Middelhavet med våde og varme somre, kolde vintre og med minimal nedbør. Den gennemsnitlige årstemperatur er 20,2 grader celsius. August er den varmeste måned med gennemsnitlig 28,1 grader celsius, den koldeste er januar med 12,1 grader celsius.
Det meste nedbør falder i januar – gennemsnitligt 60 millimeter. I juni-august falder der ingen regn.

## Historie
Byen blev grundlagt i det 7. århundrede f.Kr. af fønikerne, som kaldte den Oea.
De sicilianske grækere kaldte regionens tre byer Oea, Sabratha og Leptis Magna for Tripole (gr. Τρίπολη, dansk: tre byer). Senere fik regionen de tre byers navn. Tripolis dannede i oldtiden området Karthago, den såkaldte Syrtica-region.
Efter den anden puniske krig blev byen af romerne overladt til Numidien, efter at de var blevet slået af romerne og underkastede sig den romerske provins i Afrika. Under Septimius Severus blev provinsen Tripolitana i det 3. århundrede grundlagt med Oea som hovedstad, som efterhånden fik navnet Tripoli. Den økonomiske blomstringstid sluttede med Romerrigets undergang i 476.
På grund af at nomader og vandalers angreb faldt indbyggertallet fra 30.000 til 7.000. Efter den arabiske invasion i det 7. århundrede delte Tripoli skæbne med berberne. Efter at at Tripoli i en længere periode havde hørt under Tunis, opnåede byen i slutningen af det 15. århundrede sin uafhængighed. I år 1509 blev Tripoli erobret af Spanien, og en spansk statholder blev indsat. Den spanske kejser Karl V. overlod i 1530 byen til Johanniterordenen som len, men allerede 1551 blev det generobret af Det Osmanniske Rige.
I år 1711 gjorde den tyrkiske Pascha Ahmad Qaramanli sig delvis uafhængig af Det Osmanniske Rige, idet han kun betalte tribut (skat), og grundlagde Qaramanlidynastiet (1711-1835). I år 1728 angreb franske tropper byen, og store dele af byen blev ødelagt. Sørøveriet i området var på trods af bombardementer fra britiske og franske orlogsskibe fortsat et problem for mange europæiske søfartsnationer. Også Danmark angreb Tripoli under Søslaget ved Tripoli i 1797 som følge af Tripolis støtte til pirater, der havde opbragt danske handelsskibe. I årene 1801-1805 udkæmpedes Den tripolitanske krig, også kendt som Den første berberske krig, hvor USA og Sverige sloges mod de berberske lande, som var støttet af Det Osmanniske Rige. Krigen endte med amerikansk/svensk sejr. Først efter Frankrigs erobring af Algier i 1830 ophørte også sørøveriet i Tripoli.
I år 1835 fandt Det Osmanniske Rige sig, på grund af de herskende indre stridigheder, foranlediget til at skride ind for at få en ende på Qaramanli-dynastiets magt over byen, hvorefter Tripolis blev en provins i det tyrkiske rige.
I Den italiensk-tyrkiske krig besatte Italien Tripoli 1911 og gjorde den i 1912 formelt til en italiensk koloni. Det italienske koloniregime arbejdede på at italienisere byen gennem en massiv indvandring. En overgang var en tredjedel af byens indbyggere italienere.
Under 2. verdenskrig blev byen den 23. januar 1943 besat af britiske tropper. Efter Libyens uafhængighed (1951) under kong Idris og dannelsen af en enhedsstat blev Tripoli 1963 Libyens hovedstad. Det italienske mindretals dominerende økonomiske rolle fortsatte trods de politiske forandringer. Det italienske mindretal blev fordrevet i 1970, efter at det libyske revolutionsregime havde taget magten i landet i 1969. En symbolsk handling var at ombygge italienernes domkirke til moske Gamal Abdel Nasser-moskeen.
I april 1986 var byen mål for et amerikanske luftangreb som hævn for en formodentlig libysk støtte til international terror.
Byen var i 2011 centrum for et oprør mod det libyske revolutionsregime.
- Tripoli.
- Tripoli.
- Den røde borg ved Den Grønne Plads.
- Højhuse langs gaden Shari' al Corniche.
- Det gamle Tripoli.

## Kultur og seværdigheder
Af byens mange museer museer kan følgende nævnes: Det Naturhistoriske Museum, det Arkæologiske Museum, det Etnografiske Museum, det Epigrafiske Museum med skrifter fra de fønikiske, romerske og Byzantinske Rige|byzantinske perioder og det islamiske museum.
De vigtigste bygningsværker i Tripoli er den romerske triumfbue fra det 2. århundrede, moskeerne Karamanli og Gurgi og den spanske fæstning fra det 16. århundrede.
Leptis Magna ca. 120 km øst for Tripoli er en romersk ruinby som blev forladt i det 7. århundrede og aldrig siden har været beboet. Den er godt bevaret på grund af at den lå begravet under et 12 meter tykt sandlag.
Den tidligere Tripoli Katedral bliver i nutiden benyttet som moske og bærer Gamal Abdel Nassers navn.

## Økonomi
Byen råder over Libyens vigtigste havn og er centrum for landets handel og produktion. Byen har fabrikker for byggematerialer, næringsmidler, tekstiler, og tobaksprodukter. Den internationale lufthavn ligger ca. 34 km syd for bymidten, hvor den sammen med det nationale flyselskab Libyan Airlines, er med til at skabe arbejdspladser.
En vigtig arbejdsgiver er det italienske firma Tesco Ts, der på den tidligere GM Daewoo bilfabrik serieproducerer den libyske personbil Saroukh el-Jamahiriya. I lastbil- og bus-sektoren har det italienske og libyske firma Trucks and Bus Company en stor fabrik. Som førende på indlandsmarkedet er firmaet en af de største arbejdsgivere i regionen.